# Belgische gemeenteraadsverkiezingen 1964
De Belgische gemeenteraadsverkiezingen van 1964 vonden plaats op zondag 11 oktober 1964. De vorige gemeenteraadsverkiezingen vonden plaats op zondag 12 oktober 1958 en de volgende op zondag 11 oktober 1970.
De gemeenteraden van alle Belgische gemeenten werden verkozen voor een periode van zes jaar. Uit elke gemeenteraad werd een college van burgemeester en schepenen gevormd.
Van de 2.590 gemeenten op dat moment:
- was er een effectieve verkiezing in 2.195 gemeenten
- was er slechts één kandidatenlijst in 392 gemeenten, waar de kandidaten dus automatisch verkozen zijn
- was er één onvolledige kandidatenlijst in Sint-Laureins-Berchem
- was er geen kandidatenlijst in Soulme en in Termes

## Zonder stemming
In een aantal gemeenten waren er evenveel (of zelfs minder) kandidaten als het aantal te verkiezen gemeenteraadsleden, waardoor de kandidaten automatisch verkozen zijn.
- Dit is het geval in 401 gemeenten (15,06% van alle gemeenten)
- In totaal 2.800 gemeenteraadsleden (11,87% van alle raadsleden)
- In totaal 226.240 kiesgerechtigden die niet moesten stemmen (3,85% van alle kiesgerechtigden)

## Politieke context
Dit waren de eerste gemeenteraadsverkiezingen na de vastlegging van de taalgrens in 1962. Met name de zes Voerense gemeenten werden overgeheveld van de provincie Luik naar de provincie Limburg, waarop Franstalige meerderheden verkozen werden (zie Retour à Liège).
De nationale politiek -waaronder de taalpolitiek- beïnvloedde de uitslag van de gemeenteraadsverkiezingen. De meerderheidspartijen Christelijke Volkspartij (CVP) en de Belgische Socialistische Partij (BSP) die de regering-Lefèvre vormden gingen achteruit, terwijl alle oppositiepartijen winst boekten: de Volksunie in Vlaanderen, de liberale Partij voor Vrijheid en Vooruitgang (PVV) voornamelijk in Brussel en Luik, en de Communisten in de industriesteden. Voornamelijk de Franstalige liberalen waren niet akkoord met de taalwetgeving die de administratieve tweetaligheid van de overwegend Franstalige Brusselse gemeenten vastlegde.

## Uitslagen
In Antwerpen werd burgemeester Lode Craeybeckx (BSP) herverkozen.
In Brussel werden 39 gemeenteraadsleden verkozen: 18 PL-LP, 9 PSB-BSP, 8 PSC-CVP, 2 PCB-KPB, 1 Brussel Belg en 1 Union francophone verkozen. De liberalen boeken een uitzonderlijk goed resultaat en worden grootste partij. Liberaal Lucien Cooremans blijft burgemeester.
In Gent werden 39 gemeenteraadsleden verkozen: 15 CVP, 15 BSP, 7 LP en 2 Volksunie. De coalitie van CVP en LP wordt verdergezet en Emile Claeys (CVP) blijft burgemeester.
In Luik werden 13 socialisten, 12 liberalen, 8 katholieken en 4 communisten verkozen. Liberaal Maurice Destenay blijft burgemeester.